# Ferdinand Daučík
Ferdinand Daučík, né le 30 mai 1910 à Šahy en Autriche-Hongrie (actuelle Slovaquie) et mort le 14 novembre 1986 à Alcalá de Henares en Espagne, est un footballeur international tchécoslovaque (puis slovaque en 1942), devenu entraîneur de football.

## Carrière
Au poste de défenseur, il évolue dans les clubs tchécoslovaques de 1. ČsŠK Bratislava puis de Slavia Prague. Sélectionné en équipe de Tchécoslovaquie à 15 reprises entre 1931 et 1938, il participe aux coupes de monde de 1934 et 1938.
En 1942, il prend sa carrière de joueur. Il devient l'entraîneur du ŠK Slovan Bratislava et le sélectionneur de l'équipe nationale de Slovaquie (avec laquelle il compte une sélection), qui vient de se séparer de la République tchèque. Après deux matchs à la tête de la sélection tchécoslovaque en 1948, il prend en main la sélection hongroise (1949-1950).
En parallèle du transfert de László Kubala au Barça, il devient l'entraîneur du FC Barcelone et entame une longue carrière en championnat d'Espagne et du Portugal. En 1952 et 1953, il remporte deux doublés coupe-championnat d'Espagne, puis quitte le club en 1954. Il occupe notamment le poste d'entraîneur à l'Athletic Bilbao (où il remporte un nouveau titre de champion et deux coupes d'Espagne), à l'Atlético de Madrid, au FC Porto, au Séville FC ou encore au Real Saragosse. Il prend sa retraite définitive en 1977, après 35 ans de carrière comme entraîneur.

### Joueur
| Période     | Club               |
| ----------- | ------------------ |
| années 1930 | 1. ČsŠK Bratislava |
| années 1930 | Slavia Prague      |

### Entraîneur
| Période   | Club                  | Palmarès                                       |
| --------- | --------------------- | ---------------------------------------------- |
| 1942-1946 | ŠK Slovan Bratislava  |                                                |
| 1942-1944 | Slovaquie             |                                                |
| 1948      | Tchécoslovaquie       |                                                |
| 1948      | ŠK Slovan Bratislava  |                                                |
| 1949-1950 | Hongrie               |                                                |
| 1950-1954 | FC Barcelone          | Championnat d'Espagne (2), coupe d'Espagne (2) |
| 1954-1957 | Athletic Bilbao       | Championnat d'Espagne (1), coupe d'Espagne (2) |
| 1957-1959 | Atlético de Madrid    |                                                |
| 1959-1960 | FC Porto              |                                                |
| 1960-1962 | Betis Séville         |                                                |
| 1963-1964 | Real Murcie           |                                                |
| 1964-1965 | Séville FC            |                                                |
| 1966-1967 | Real Saragosse        |                                                |
| 1967-1968 | Toronto Falcons (en)  |                                                |
| 1968      | Elche CF              |                                                |
|           | Betis Séville         |                                                |
| 1969-1970 | UE Sant Andreu        |                                                |
| 1970-1971 | Espanyol de Barcelone |                                                |
| 1971-1972 | Cádiz CF              |                                                |
| 1973-1974 | UE Sant Andreu        |                                                |
|           | Levante UD            |                                                |
| 1976-1977 | UE Sant Andreu        |                                                |